# Осерёдок (Могилёвская область)
Осерёдок (бел. Асяродак) — деревня в составе Ясенского сельсовета Осиповичского района Могилёвской области Республики Беларусь.

## Этимология
Название, представляющее собой термин широкого значения, обозначает чаще всего «мель на реке», иногда «поле среди леса».

## Географическое положение
Расположена в 32 км на восток от Осиповичей и в 5 км от ж/д станции Ясень, в 101 км от Могилёва, недалеко от автодороги Минск — Бобруйск. На север от деревни расположена река Колчанка. В планировке деревни, приближенной до квартальной, основная изогнутая улица представляет собой участок просёлочной дороги и с обеих сторон застроена деревянными домами.

## История
В 1897 году эта деревня (другое название Татарковичи Казённые) находилась в Свислочской волости Бобруйского уезда Минской губернии с 274 жителями, 46 дворами, хлебозапасным магазином и винной лавкой. Школа, открытая в 1906 году, располагалась в съёмном крестьянском доме, со временем открылась библиотека, число учеников достигло 90 (1922). С февраля по ноябрь 1918 года Осерёдок был оккупирован германскими войсками, с августа 1919 по июль 1920 года — польскими. В 1922 году к деревне отошёл большой участок когда-то помещичьей земли. В 1932 году здесь был создан колхоз имени М. И. Калинина.
Во время Великой Отечественной войны Осерёдок был оккупирован немецко-фашистскими войсками с конца июня 1941 года по 29 июня 1944 года. При занятии деревни в июне 1941 года оккупантами было сожжено 126 дворов и убито 27 жителей. На фронте погибли 77 жителей. В 1971 году к Осерёдку была присоединена деревня Заельник. В городе имеются ФАП, магазин, библиотека.
В деревне родился известный белорусский учёный в области педиатрии, доктор медицинских наук, профессор Иван Нестерович Усов. На местном кладбище захоронены партизаны Ободовский И. И., Бакун М. Г., Неверович М. Е., Равенко М. Д., Воробьёв С. Р., Романенко М. М., Суравец И. П., Суравец П. Г. и советского воина.

## Население
- 1897 год — 274 человека, 46 дворов[1]
- 1926 год — 598 человек, 130 дворов[1]
- 1940 год — 616 человек, 154 двора[1]
- 1959 год — 518 человек[1]
- 1970 год — 425 человек[1]
- 1986 год — 339 человек, 174 хозяйства[1]
- 2002 год — 109 человек, 60 хозяйств[1]
- 2007 год — 86 человек, 45 хозяйств[1]

## Комментарии
1. ↑  Название дано по: Назвы населеных пунктаў Рэспублікі Беларусь: Магілёўская вобласць: нарматыўны даведнік / І. А. Гапоненка і інш.; пад рэд. В. П. Лемцюговай. — Минск: Тэхналогія, 2007. — С. 68. — 406 с. — ISBN 978-985-458-159-0..